# Гастонвілл (Пенсільванія)
Гастонвілл (англ. Gastonville) — переписна місцевість (CDP) в США, в окрузі Вашингтон штату Пенсільванія. Населення — 2554 особи (2020).

## Географія
Гастонвілл розташований за координатами 40°16′1″ пн. ш. 80°0′34″ зх. д. / 40.26694° пн. ш. 80.00944° зх. д. (40.266962, -80.009536).  За даними Бюро перепису населення США в 2010 році переписна місцевість мала площу 7,06 км², уся площа — суходіл.

## Демографія
Згідно з переписом 2010 року, у переписній місцевості мешкало 2818 осіб у 1279 домогосподарствах у складі 834 родин. Густота населення становила 399 осіб/км².  Було 1331 помешкання (189/км²).
Расовий склад населення:
| - 97,9 % — білих - 0,6 % — чорних або афроамериканців - 0,4 % — азіатів - 0,1 % — корінних американців |

До двох чи більше рас належало 0,6 %. Частка іспаномовних становила 0,9 % від усіх жителів.
За віковим діапазоном населення розподілялося таким чином: 16,8 % — особи молодші 18 років, 59,5 % — особи у віці 18—64 років, 23,7 % — особи у віці 65 років та старші. Медіана віку мешканця становила 49,2 року. На 100 осіб жіночої статі у переписній місцевості припадало 92,4 чоловіків;  на 100 жінок у віці від 18 років та старших — 89,2 чоловіків також старших 18 років.
Середній дохід на одне домашнє господарство  становив 58 252 долари США (медіана — 49 167), а середній дохід на одну сім'ю — 68 093 долари (медіана — 60 227). Медіана доходів становила 47 344 долари для чоловіків та 39 551 долар для жінок. За межею бідності перебувало 13,5 % осіб, у тому числі 27,0 % дітей у віці до 18 років та 10,8 % осіб у віці 65 років та старших.
Цивільне працевлаштоване населення становило 1296 осіб. Основні галузі зайнятості: освіта, охорона здоров'я та соціальна допомога — 18,4 %, мистецтво, розваги та відпочинок — 16,1 %, науковці, спеціалісти, менеджери — 11,7 %, роздрібна торгівля — 11,0 %.